# Mario Terán
Mario Terán (Cochabamba, 9 april 1941 – Santa Cruz de la Sierra, 10 maart 2022) was een Boliviaanse onderofficier die op 9 oktober 1967 de executie van Che Guevara heeft uitgevoerd.  Het bevel tot executie kwam van de toenmalige Boliviaanse president Barrientos.

## Verhaal
Het verhaal gaat dat Terán in eerste instantie met trillende benen de trekker niet over kon halen, omdat hij naar eigen zeggen gefascineerd was door de fonkelende ogen van de "grote Che". Toch kon hij na grote druk die werd uitgeoefend door de aanwezige Boliviaanse officieren en de CIA uiteindelijk zijn opdracht uitvoeren.
Terán zei naderhand: "Het was het verschrikkelijkste moment in mijn leven. Op dat moment zag ik Che groot, heel groot, reusachtig. Zijn ogen lichtten fel op. "Blijf rustig", zei ik tegen mezelf, "en richt goed. Je gaat iemand doden." Ik ging dus een stap achteruit, sloot de ogen en schoot".